# 東広島ウィンドアンサンブル
東広島ウィンドアンサンブル（ひがしひろしまウィンドアンサンブル、Higashihiroshima Wind Ensemble、HWE）は、日本のアマチュア吹奏楽団。東広島市および、その周辺の市民が参加する一般バンドである。

## 概要
1991年に創立された東広島ウィンドアンサンブルは、東広島市を中心に吹奏楽の演奏活動を行なっている。2008年に開催された第49回全日本吹奏楽コンクール中国地区大会に広島県代表として出場し銅賞を受賞している。

## 歴史
- 1991年 設立。
- 2008年 全日本吹奏楽コンクール中国地区大会に初出場（銅賞を受賞）。
- 2023年3月 第30回記念定期演奏会 （コロナウィルス等感染症拡大予防のため2020年3月開催を延期）

## 活動理念
本団体は、音楽を愛好するものが集い練習、演奏活動などを通じて相互に親睦を深め演奏技術を向上しつつ、音楽を介して地域社会との交流を深めること目的とする。

## 年間活動予定
2023年度の活動予定
| 7月9日（日）   | 第16回ひがしひろしま音楽祭                                    | 東広島芸術文化ホールくらら 小ホール |
| 7月30日（日）  | 広島県吹奏楽コンクール                                        | 広島文化学園HBGホール               |
| 8月27日（日）  | 第８回寺西たのしい音楽祭                                      | 寺西地域センター                    |
| 10月1日（祝）  | 第30回市民バンドフェスティバル                                | 広島文化学園HBGホール               |
| 10月29日（日） | ひろしま空の日ふれあい秋まつり                                | 広島空港特設ステージ                |
| 11月12日（日） | 錬心舘広島地区本部創立50周年記念 第37回広島県空手道選手権大会 | 東広島運動公園体育館                |
| 3月31日（日）  | 第31回定期演奏会                                              | 広島大学サタケメモリアルホール      |

＊過去の主な活動（コロナ禍以前）
| 04月 | 錬心館 広島県空手道選手権大会 開会式     | 東広島運動公園体育館                      | 有料       |
| 05月 | ナイスハートふれあいのスポーツ広場       | マエダハウジング 東区スポーツセンター     | 関係者のみ |
| 05月 | 春の青空コンサート in 小谷               | 山陽自動車道 小谷サービスエリア（上り線） | 入場無料   |
| 06月 | ひがしひろしま音楽祭                     | 東広島芸術文化ホール「くらら」 大ホール   | 入場無料   |
| 07月 | 合宿（または強化練習）                   | 市内某所                                  | 団員のみ   |
| 08月 | 広島県吹奏楽コンクール                   | 広島文化学園HBGホール                     | 有料       |
| 09月 | 市民バンドフェスティバル（合同演奏のみ） | 広島文化学園HBGホールなど                 | 入場無料   |
| 09月 | オータムコンサート                       | 東広島市寺西地域センター                  | 入場無料   |
| 10月 | 酒まつりコンサート：映画音楽の夕べ       | 東広島芸術文化ホール「くらら」 大ホール   | 入場無料   |
| 10月 | ひろしま空の日 ふれあい秋まつり          | 広島空港特設ステージ                      | 入場無料   |
| 10月 | 秋の青空コンサート in 小谷               | 山陽自動車道 小谷サービスエリア（上り線） | 入場無料   |
| 11月 | 寺西まちづくり文化祭                     | 東広島市寺西地域センター                  | 入場無料   |
| 02月 | 寺西たのしい音楽会                       | 東広島市寺西地域センター                  | 入場無料   |
| 03月 | 定期演奏会                               | 広島大学サタケメモリアルホール            | 入場無料   |

## 全日本吹奏楽コンクール広島県大会の記録
- 2024年 銀賞 金指健一郎 課題曲Ⅱ、ミュージカル《レ・ミゼラブル》
- 2023年 銀賞 景山淳史 課題曲Ⅱ、セイント・アンソニー・バリエーション
- 2022年 銀賞 榎並谷友貴 課題曲Ⅱ、交響曲第2番「キリストの受難」
- 2021年 不出場
- 2020年 不出場
- 2019年 G金賞 瀧田安曇 課題曲III、ジャンヌ・ダルク
- 2018年 銀賞 景山淳史 課題曲IV、シネマ・シメリック
- 2017年 B銅賞 景山淳史 課題曲I、ピータールー序曲
- 2016年 B銅賞 加藤和也 課題曲I、歌劇「トスカ」より第3幕
- 2015年 銀賞 加藤和也 課題曲Ⅲ、バレエ組曲「ヴァレンシアの寡婦」より
- 2014年 銀賞 加藤和也 課題曲Ⅱ、ファンファーレとコラール
- 2013年 銀賞 景山淳史 課題曲V、「ペルセウス」－大空を翔る英雄の戦い
- 2012年 銀賞 景山淳史 課題曲II、サガ・マリグナ
- 2011年 銀賞 景山淳史 課題曲IV、ラッキードラゴン 〜第五福竜丸の記憶〜
- 2010年 銀賞 景山淳史 課題曲II、マードックからの最後の手紙
- 2009年 銅賞 景山淳史 課題曲II、 歌劇《ファウスト》 より バレエ音楽
- 2008年 G金賞【代表】 景山淳史 課題曲II、アレックス教授の冒険物語 ⇒ 中国大会 銅賞
- 2007年 銀賞 景山淳史 課題曲III、 吹奏楽のための交響詩《ぐるりよざ》
- 2006年 銀賞 景山淳史 課題曲II、メリーウィドゥ／レハール作曲・鈴木英治編曲
- 2005年 B銅賞 谷川智宏 課題曲III、エルサレム賛歌／Ａ．リード作曲
- 2004年 B銅賞 谷川智宏 課題曲I、ハイランド賛歌／Ｐ．スパーク作曲
- 2003年 B銅賞 船木伸一 課題曲Ⅳ、オセロ／Ａ．リード
- 2002年 B銅賞 船木伸一 課題曲I、大阪俗謡／大栗裕
- 2001年 銀賞 船木伸一 課題曲I、アリメニアンダンスⅠ／Ａ．リード
- 2000年 G金賞　課題曲Ⅳ、お気に召すまま／ウォルトン
- 1999年 不出場
- 1998年 銀賞　　課題曲I、教会のステンドグラス／レスピーギ作曲
- 1997年 銀賞　　課題曲Ⅳ、セレブレーション／Ｐ．スパーク作曲
- 1996年 銀賞（県大会初出場）課題曲II、A.リード作曲第三組曲より

## 初演
2010年3月21日 第20回定期演奏会にて、創立20周年企画として初の委嘱作品となる「広島交響楽団クラリネット奏者、橋本眞介氏に捧ぐ。クラリネット協奏曲／八木澤教司 作曲」を世界初演。
2017年3月19日 第27回定期演奏会にて、阿部勇一作曲の 「Alma Libre 〜大草原パンパの民へ〜 2017年改訂版」を世界初演。（改訂初演）